# Veränderung des rechtlichen Gesichtspunktes (Deutschland)
Die Veränderung des rechtlichen Gesichtspunktes bedeutet im deutschen Strafprozessrecht eine abweichende rechtliche Bewertung des von der Staatsanwaltschaft angeklagten Lebenssachverhalts durch das Gericht, die in der Hauptverhandlung eine Hinweispflicht gemäß § 265 Abs. 1 S. 1 StPO auslöst. 
Als gesetzlich geregelter Fall der Fürsorgepflicht des Gerichts soll der Hinweis dem Angeklagten die Möglichkeit der Verteidigung geben und ihn vor einer Überraschungsentscheidung des Gerichts schützen.

## Hinweispflicht
Die Hinweispflicht folgt aus dem Immutabilitätsprinzip und besteht, wenn das Gericht den Angeklagten auf Grund eines anderen als des im Anklagesatz genannten Strafgesetzes verurteilen will. Praktisch beruht eine veränderte Einschätzung zumeist auf neuen tatsächlichen Erkenntnissen, die sich in der Beweisaufnahme ergeben haben, jedoch ist ein Hinweis nach § 265 StPO auch dann geboten, wenn sich der Sachverhalt selbst nicht geändert hat, er aber nach Auffassung des Gerichts rechtlich anders als noch in der zugelassenen Anklage zu bewerten ist.
Gemäß § 265 Abs. 2 StPO ist ein Hinweis ferner erforderlich, wenn sich in der Hauptverhandlung nachträglich straferhöhende Umstände ergeben. Dem Angeklagten steht in diesen Fällen einer veränderten Sach- und Rechtslage ein Anspruch auf Aussetzung der Hauptverhandlung zu, falls dies infolge der veränderten Sachlage zur genügenden Vorbereitung der Anklage oder der Verteidigung angemessen erscheint (§ 265 Abs. 3 StPO).

## Revision
Verletzt das Gericht die Hinweispflicht des § 265 StPO, kann unter Berufung auf diesen Verfahrensmangel Revision eingelegt werden (§ 344 Abs. 2 StPO).
Schließt das Revisionsgericht aus, dass nach Zurückverweisung der Sache in einer neuen Hauptverhandlung noch Feststellungen getroffen werden können, die zu einer anderen rechtlichen Bewertung der Taten führen, kann es den Schuldspruch selber ändern (§ 354 Abs. 1 StPO). § 265 Abs. 1 StPO steht dem nicht entgegen, wenn sich die Angeklagten gegen die geänderten Schuldvorwürfe nicht anders als geschehen hätten verteidigen können.
Ob dies der Fall ist oder eine andere Verteidigung unmöglich ist, kann das Revisionsgericht selbst beurteilen.